# 君とどこかへ行きたい
「君とどこかへ行きたい」（きみとどこかへいきたい）は、日本の女性アイドルグループ・HKT48の楽曲。2021年5月12日に、HKT48の14作目のシングルとしてユニバーサル ミュージック（EMI Records）から発売された。作詞は秋元康、作曲は川浦正大が担当した。今回の楽曲は、選抜が2チームありJR新幹線の名前で「つばめ」のセンターポジションは田中美久、「みずほ」のセンターポジションは運上弘菜が務めた。

## 背景とリリース
前作「3-2」から1年ぶりの発売である。また、HKT48のシングルにおいて、前作からの発売間隔が最も長い作品となっている。
選抜メンバーは2チーム12人ずつの24人。1期生からドラフト2期生までの「つばめ選抜」が歌唱するバージョンと、4期生以降の「みずほ選抜」が歌唱するバージョンの2パターンが収録される。歌唱メンバーが異なる2パターンの同一表題曲が収録されるAKB48グループのシングルは、STU48 5thシングル「思い出せる恋をしよう」以来2作目となる。
田中はHKT48のシングル表題曲で初の単独センターを務める。運上は2作連続でセンターを務める。
初選抜メンバーは石橋颯、竹本くるみと堺萌香となる。小田彩加、渕上舞は12thシングル「意志」以来2作ぶり、坂本愛玲菜は10thシングル「キスは待つしかないのでしょうか?」以来4作ぶり、武田智加は9thシングル「バグっていいじゃん」以来5作ぶり、坂口理子は7thシングル「74億分の1の君へ」以来7作ぶり、栗原紗英は4thシングル「控えめI love you!」以来10作ぶりの選抜復帰となった。
前作の選抜メンバーのうち、山下エミリーが外れた。2021年5月29日に活動終了した森保まどかや、翌2022年6月27日に活動終了した松本日向はこのシングルが最後の選抜入りとなった。
そして、選抜から外れたメンバーが参加する「シンデレラなんていない」、「UFO募集中」と、森保まどかのソロ楽曲「この道」がカップリング曲として収録される。なお、2021年4月29日(JST)（28日）をもってIZ*ONEとしての活動を終了した宮脇咲良、矢吹奈子が、今作のいずれの収録楽曲にも参加していない。
オリコン週間シングルランキングでは初登場2位となり、この結果、デビューシングル「スキ!スキ!スキップ!」より継続していた女性アーティスト連続首位獲得記録が13作で途絶えた。

## アートワーク
| TYPE-A 通常盤 | 神志那結衣・田中美久・森保まどか・渕上舞・村重杏奈・坂本愛玲菜     |
| TYPE-B 通常盤 | 坂口理子・栗原紗英・松岡菜摘・本村碧唯・松岡はな・田島芽瑠         |
| TYPE-C 通常盤 | 松本日向・石橋颯・運上弘菜・上島楓・堺萌香・豊永阿紀               |
| TYPE-D 通常盤 | 小田彩加・水上凜巳花・地頭江音々・渡部愛加里・武田智加・竹本くるみ |
| 劇場盤 Type-A | 田中美久                                                           |
| 劇場盤 Type-B | 運上弘菜                                                           |

- TYPE-Bは肥前長野駅、TYPE-Dは小串郷駅で撮影を行った。

## ミュージック・ビデオ
君とどこかへ行きたい
「つばめ選抜」バージョンでは田中美久が車掌を、「みずほ選抜」バージョンでは運上弘菜が鉄旅中の少女を演じ、それぞれの目線から描かれたストーリーが重なり合っていく構成になっている。メンバーが着用している車掌や乗務員、作業員などの制服も全て本物を使用、撮影のためだけに特急を運行するなど、九州旅客鉄道の全面協力のもと撮影が行われた。ダンスシーンは福岡県の石炭記念公園で撮影された。監督は早川千絵、振付はCRE8BOYが担当した。

## メディアでの使用
君とどこかへ行きたい
HKT48×JR九州「もっと！みんなの九州プロジェクト」キャンペーンソング

## シングル収録トラック

### Type-A
| #         | タイトル                                  | 作詞      | 作曲      | 編曲           | 時間  |
| --------- | ----------------------------------------- | --------- | --------- | -------------- | ----- |
| 1.        | 「君とどこかへ行きたい」(つばめ選抜)      | 秋元康    | 川浦正大  | 野中“まさ”雄一 | 5:07  |
| 2.        | 「君とどこかへ行きたい」(みずほ選抜)      | 秋元康    | 川浦正大  | 野中“まさ”雄一 | 5:07  |
| 3.        | 「シンデレラなんていない」                | 秋元康    | 庄司裕    | 庄司裕         | 3:42  |
| 4.        | 「君とどこかへ行きたい (Instrumental)」   |           | 川浦正大  | 野中“まさ”雄一 | 5:07  |
| 5.        | 「シンデレラなんていない (Instrumental)」 |           | 庄司裕    | 庄司裕         | 3:40  |
| 合計時間: | 合計時間:                                 | 合計時間: | 合計時間: | 合計時間:      | 22:43 |

| #  | タイトル                                                     | 作詞 | 作曲・編曲 | 監督     |
| -- | ------------------------------------------------------------ | ---- | ---------- | -------- |
| 1. | 「君とどこかへ行きたい つばめ選抜 Music Video」              |      |            | 早川千絵 |
| 2. | 「君とどこかへ行きたい つばめ選抜 Music Video Making Movie」 |      |            |          |

### Type-B
| #         | タイトル                                | 作詞      | 作曲         | 編曲           | 時間  |
| --------- | --------------------------------------- | --------- | ------------ | -------------- | ----- |
| 1.        | 「君とどこかへ行きたい」(つばめ選抜)    | 秋元康    | 川浦正大     | 野中“まさ”雄一 | 5:07  |
| 2.        | 「君とどこかへ行きたい」(みずほ選抜)    | 秋元康    | 川浦正大     | 野中“まさ”雄一 | 5:07  |
| 3.        | 「UFO募集中」                           | 秋元康    | ジンツチハシ | ジンツチハシ   | 3:33  |
| 4.        | 「君とどこかへ行きたい (Instrumental)」 |           | 川浦正大     | 野中“まさ”雄一 | 5:07  |
| 5.        | 「UFO募集中 (Instrumental)」            |           | ジンツチハシ | ジンツチハシ   | 3:32  |
| 合計時間: | 合計時間:                               | 合計時間: | 合計時間:    | 合計時間:      | 22:26 |

| #  | タイトル                                                                                                 | 作詞 | 作曲・編曲 | 監督     |
| -- | --- | ---- | ---------- | -------- |
| 1. | 「君とどこかへ行きたい つばめ選抜 Music Video」                                                          |      |            | 早川千絵 |
| 2. | 「HKT48大晦日スペシャルイベント〜やりたかったあのライブ〜（西日本シティ銀行 HKT48劇場）Documentary前編」 |      |            |          |

### Type-C
| #         | タイトル                                  | 作詞      | 作曲      | 編曲           | 時間  |
| --------- | ----------------------------------------- | --------- | --------- | -------------- | ----- |
| 1.        | 「君とどこかへ行きたい」(つばめ選抜)      | 秋元康    | 川浦正大  | 野中“まさ”雄一 | 5:07  |
| 2.        | 「君とどこかへ行きたい」(みずほ選抜)      | 秋元康    | 川浦正大  | 野中“まさ”雄一 | 5:07  |
| 3.        | 「シンデレラなんていない」                | 秋元康    | 庄司裕    | 庄司裕         | 3:42  |
| 4.        | 「君とどこかへ行きたい (Instrumental)」   |           | 川浦正大  | 野中“まさ”雄一 | 5:07  |
| 5.        | 「シンデレラなんていない (Instrumental)」 |           | 庄司裕    | 庄司裕         | 3:40  |
| 合計時間: | 合計時間:                                 | 合計時間: | 合計時間: | 合計時間:      | 22:43 |

| #  | タイトル                                                     | 作詞 | 作曲・編曲 | 監督     |
| -- | ------------------------------------------------------------ | ---- | ---------- | -------- |
| 1. | 「君とどこかへ行きたい みずほ選抜 Music Video」              |      |            | 早川千絵 |
| 2. | 「君とどこかへ行きたい みずほ選抜 Music Video Making Movie」 |      |            |          |

### Type-D
| #         | タイトル                                | 作詞      | 作曲         | 編曲           | 時間  |
| --------- | --------------------------------------- | --------- | ------------ | -------------- | ----- |
| 1.        | 「君とどこかへ行きたい」(つばめ選抜)    | 秋元康    | 川浦正大     | 野中“まさ”雄一 | 5:07  |
| 2.        | 「君とどこかへ行きたい」(みずほ選抜)    | 秋元康    | 川浦正大     | 野中“まさ”雄一 | 5:07  |
| 3.        | 「UFO募集中」                           | 秋元康    | ジンツチハシ | ジンツチハシ   | 3:33  |
| 4.        | 「君とどこかへ行きたい (Instrumental)」 |           | 川浦正大     | 野中“まさ”雄一 | 5:07  |
| 5.        | 「UFO募集中 (Instrumental)」            |           | ジンツチハシ | ジンツチハシ   | 3:32  |
| 合計時間: | 合計時間:                               | 合計時間: | 合計時間:    | 合計時間:      | 22:26 |

| #  | タイトル                                                                                                 | 作詞 | 作曲・編曲 | 監督     |
| -- | --- | ---- | ---------- | -------- |
| 1. | 「君とどこかへ行きたい みずほ選抜 Music Video」                                                          |      |            | 早川千絵 |
| 2. | 「HKT48大晦日スペシャルイベント〜やりたかったあのライブ〜（西日本シティ銀行 HKT48劇場）Documentary後編」 |      |            |          |

### 劇場盤 Type-A/Type-B
| #         | タイトル                                | 作詞      | 作曲         | 編曲           | 時間  |
| --------- | --------------------------------------- | --------- | ------------ | -------------- | ----- |
| 1.        | 「君とどこかへ行きたい」(つばめ選抜)    | 秋元康    | 川浦正大     | 野中“まさ”雄一 | 5:07  |
| 2.        | 「君とどこかへ行きたい」(みずほ選抜)    | 秋元康    | 川浦正大     | 野中“まさ”雄一 | 5:07  |
| 3.        | 「この道」(森保まどか)                  | 秋元康    | Keigo Nozaka | Keigo Nozaka   | 5:19  |
| 4.        | 「君とどこかへ行きたい (Instrumental)」 |           | 川浦正大     | 野中“まさ”雄一 | 5:07  |
| 5.        | 「この道 (Instrumental)」               |           | Keigo Nozaka | Keigo Nozaka   | 5:17  |
| 合計時間: | 合計時間:                               | 合計時間: | 合計時間:    | 合計時間:      | 25:57 |

## 選抜メンバー
つばめ選抜
- 栗原紗英
- 神志那結衣
- 坂口理子
- 坂本愛玲菜
- 田島芽瑠
- 田中美久
- 渕上舞
- 松岡菜摘
- 松岡はな
- 村重杏奈
- 本村碧唯
- 森保まどか

みずほ選抜
- 石橋颯
- 運上弘菜
- 小田彩加
- 上島楓
- 堺萌香
- 武田智加
- 竹本くるみ
- 地頭江音々
- 豊永阿紀
- 松本日向
- 水上凜巳花
- 渡部愛加里